# Warszewiczia uxpanapensis
La Warszewiczia uxpanapensis és una espècie de plantes amb flor del gènere Warszewiczia de la família Rubiàcia. El nom d'aquesta espècie deriva de la vall o el municipi d'Uxpanapa, a Mèxic.
És endèmica del sud de Mèxic, nord-oest de Colòmbia i Costa Rica. La W. uxpanapensis és un gran arbre que pot assolir els 35 metres d'alçada, de tronc llarg i recte que s'utilitza en la construcció . Les inflorescències formen raïms oposats. Els fruits són petits (d'1 a 4 mm de llarg), de color verd, i quan maduren s'amarronen i es tornen dehiscents.